# Trat (stad)
Trat (Thais: ตราด , vroeger Ban Bang Phra) is een stad in Oost-Thailand. Trat is hoofdstad van de provincie Trat en het district Trat. De stad in 2000 bij de volkstelling 20.068 inwoners. De stad heeft een lokale luchthaven waar ook de Koninklijke Thaise luchtmacht actief is.

## Galerij

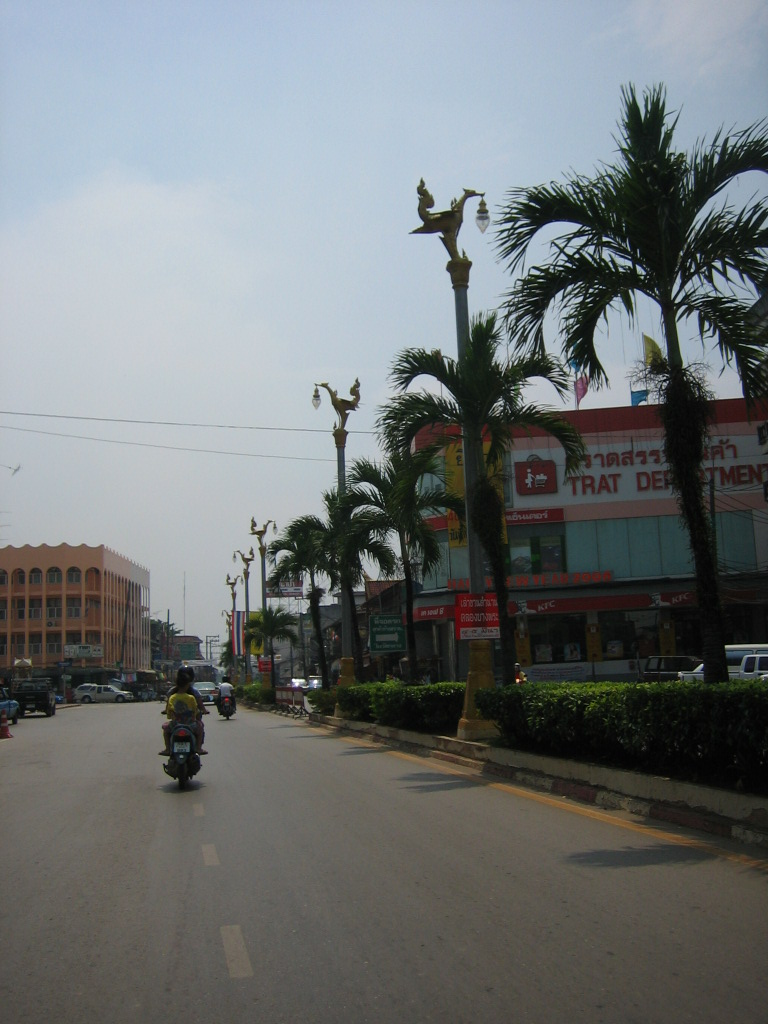
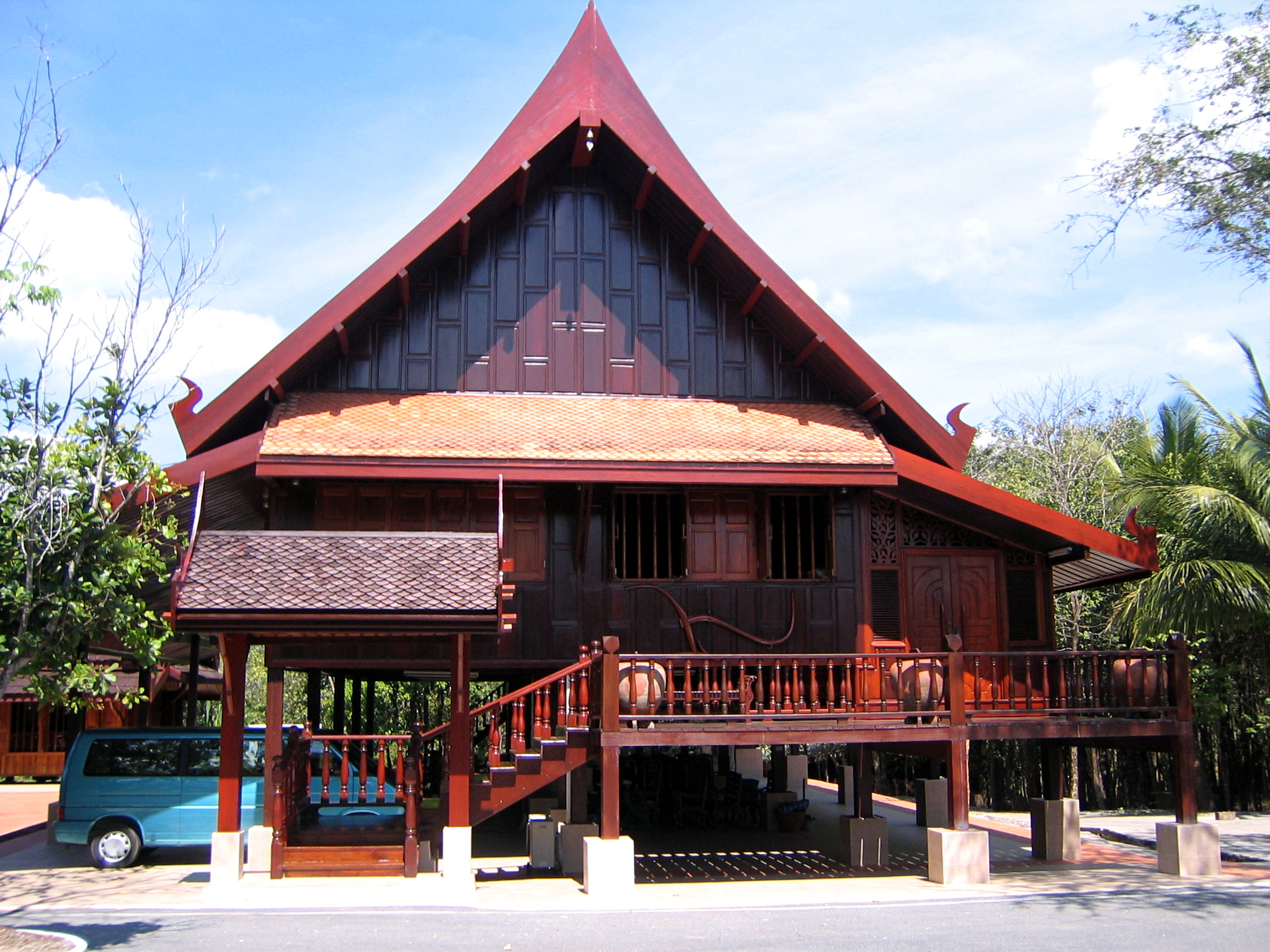
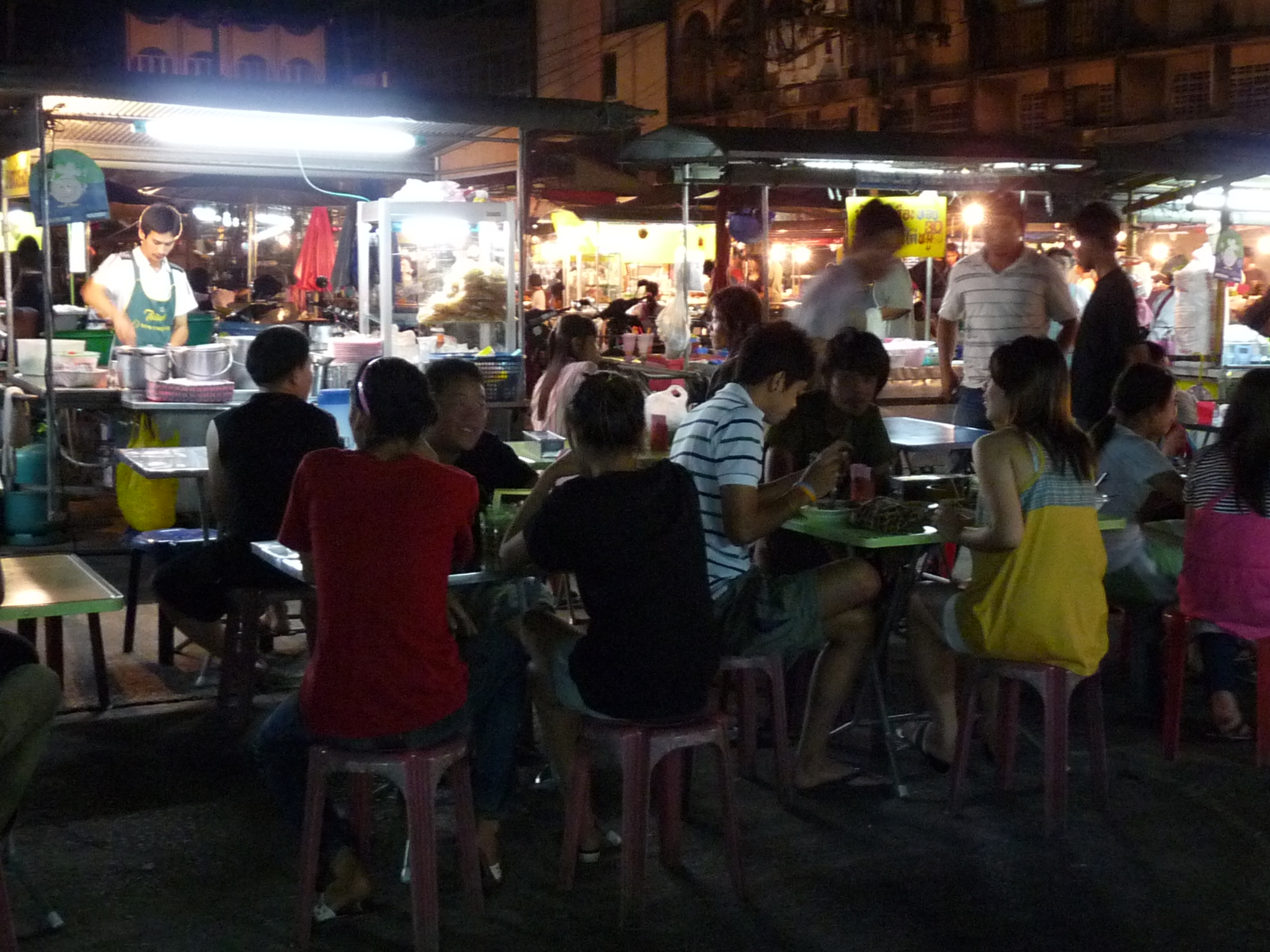
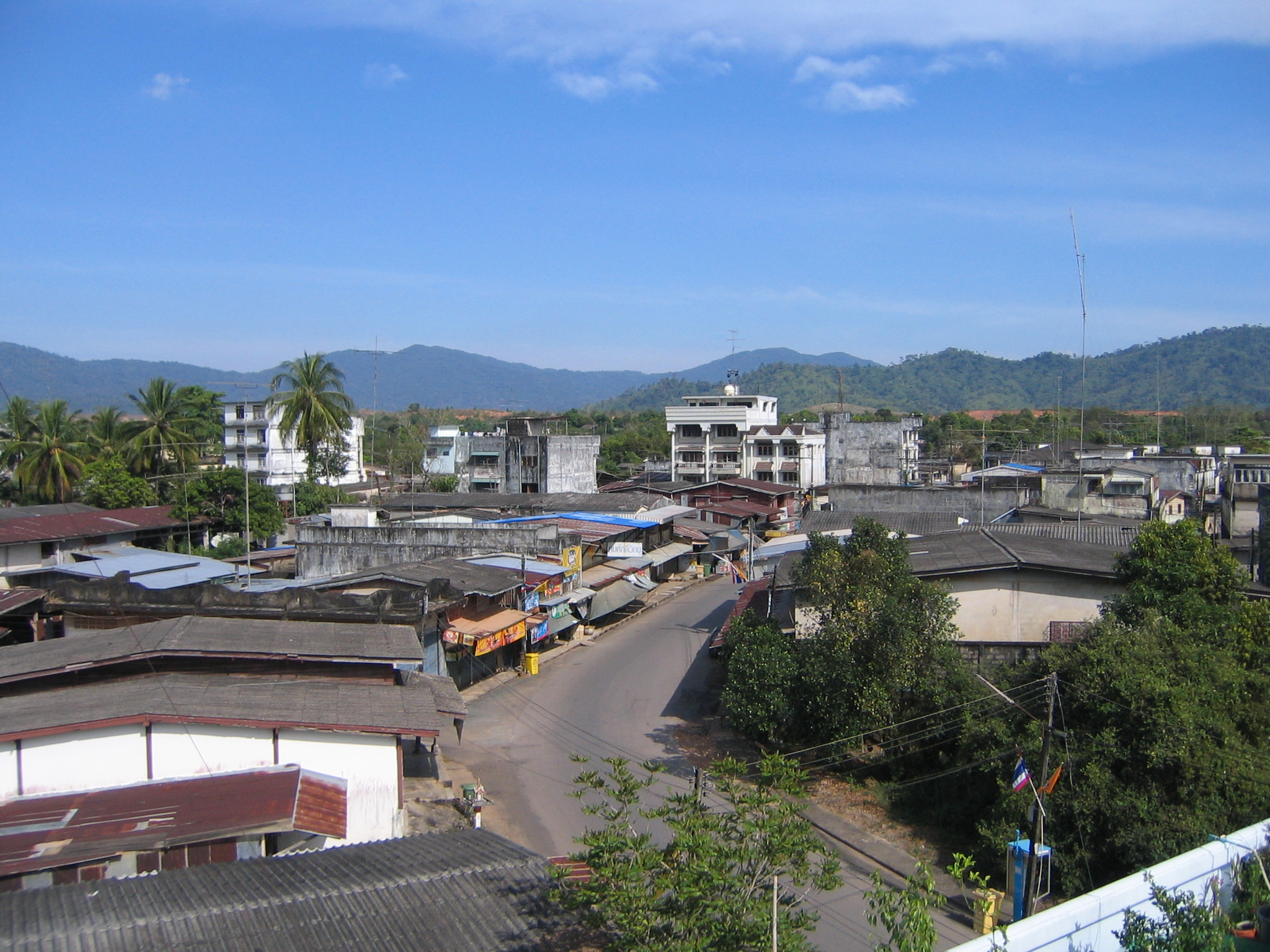